# Jim Larsen
Jim Larsen est un footballeur danois né le 6 novembre 1985 à Korsør. Il joue au poste de défenseur.

## Palmarès
- Championnat du Danemark en 2015